# Nokia 3230
Nokia 3230 este un model de telefon mobil produs de Nokia și lansat pe 2 noiembrie 2004. Rulează S60 2nd Edition Feature Pack 1 (Versiunea 2.1) și rulează Symbian OS 7.0s.

## Caracteristici
Butonul de alimentare este pe partea de sus a telefonului. Joystick-ul central este înconjurat de cele 7 taste în jurul său. Tasta din marginea telefonului este dedicat funcției Push-to-Talk.
Nokia 3230 susține rețelele EDGE și GPRS. Are un port infraroșu și Bluetooth. Configurarea pentru GPRS se face usor și navigarea se face cu browser-ul standard Nokia WAP v2.0/xHTML.
Ecranul are 2.1 inchi care suportă 65.536 de culori și cu rezoluția de 176 x 208 de pixeli.
Fișiere MP3, AMR, AAC și MIDI pot fi utilizate ca tonuri de apel. Cu aplicația RealPlayer se pot asculta fișierele MP3. Acesta susține 48 de sunete polifonice, dar și fișierele MIDI lipsite de claritate la volume mari. 
3230 dispune de un radio FM încorporat care funcționează cu căștile incluse care funcționează ca o antenă. Se pot găsi canalele radio prin reglare manuală sau automată.
Cu aplicația Bluetooth se poate vizualiza lista de dispozitive asociate, care pot fi setate fie ca "autorizate" sau "neautorizate."
Clientul de e-mail suportă protocoalele POP3 și IMAP.
Durata bateriei oferă patru ore de convorbire, un timp de standby de 150 de ore și încărcarea completă se face într-o oră și jumătate.